# Микеринова пирамида
Микеринова пирамида је гробница Микерена, петог фараона четврте египатске династије. Смештена је на југозападу Гизе где са Кеопсовом и Кефреновом пирамидом чини комплекс Гизиног платоа.

## Величина и конструкција
Првобитна висина Микеренове пирамиде била је 65,5 m. Међутим услед вековних оштећења данас је она висока 62 m. База пирамиде износи 103,4 m а странице су под углом од 51°20′25″. Саграђена је од кречњака и гранита.

## Старост и локација
Тачна старост пирамиде није позната мада сматра се да је изграђена током 26 века пре нове ере. Сматра се да је изградњу пирамиде завршио Шепсескаф.
Пирамида се налази неколико стотина метара југозападно од суседне Кеопсове пирамиде.